# 丁堡龙王庙
丁堡龙王庙，位于中华人民共和国山西省朔州市应县下社镇丁堡村，已列为山西省文物保护单位。

## 保护
2021年8月4日，丁堡龙王庙由山西省人民政府公布为第六批山西省文物保护单位，编号6-56。